# Crepemetro
I crepemetri sono gli strumenti che consentono di monitorare l'evoluzione delle lesioni formate sulla superficie piana di elementi strutturali o edifici (anche ammassi rocciosi) per effetto di cedimenti e/o assestamenti.

Tale apparecchio di misura, al contrario dei fessurimetri,  permette di  misurare una evoluzione del quadro fessurativo  dell'ordine del centesimo di millimetro (lettura 0,01mm).

Lo strumento consiste in un comparatore, le cui estremità vengono fissate su due punti di riferimento a cavallo della lesione per mezzo di due pastiglie metalliche, cementate o comunque rese solidali con la struttura stessa.

La lettura dello spostamento tra le due estremità viene eseguita sul comparatore con la precisione del centesimo di millimetro.